# Розвальцьовування

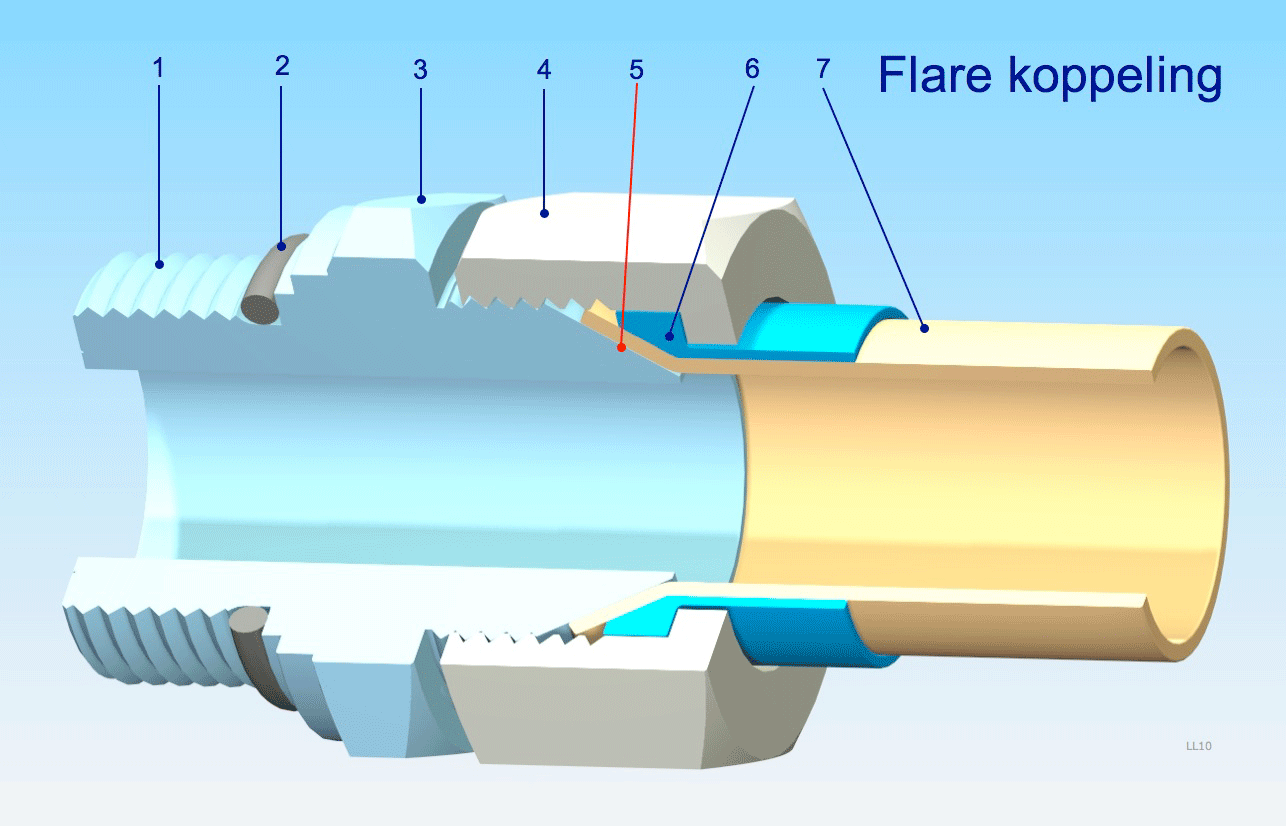
Конусна муфта. 1 Гвинтова різьба. 2 Ущільнювальне кільце. 3 Корпус муфти. 4 Вертлюг. 5 Ущільнювальна поверхня. 6 Опорне кільце. 7 Усічена труба.

Розвальцьо́вування — технологічна операція радіальної деформації труб в машинобудуванні, яка застосовується в галузях опалення та кондиціювання, гідравліці та ін. із метою створення герметичного з'єднання трубопроводів без використання зварювання або пайки.

## Застосування
Надійне герметичне з'єднання є відповідальним завданням для багатьох механізмів. Найнадійнішими є з'єднання, виконані сваркою або пайкою, але їх розібрання для ремонту або модифікації пов'язане зі значними труднощами й часто супроводжується руйнуванням з'єднання або окремих його деталей.
Роз'ємні з'єднання виконуються із застосуванням розвальцьовування та принципово зводяться двома типами:
- З'єднань без прокладок, герметичність яких забезпечується пружною деформацією сполучених поверхонь, що мають досить чисту обробку (шліфування)
- У з'єднаннях другого типу між поверхнями, що сполучаються, поміщають прокладки з порівняно м'якого матеріалу, які ущільнюють стики шляхом заповнення нерівностей між ними в результаті деформації.

## Інструмент
Інструмент для розвальцьовування пластично деформує тільки кінець труби, при цьому його внутрішній і зовнішній діаметри збільшуються до необхідних параметрів. У промисловості розвальцьовування передбачає прокатування труби через вальці, які і надають тій відповідну форму. Розвальцьовування труб ручним інструментом широко використовується під час монтажу водопроводів, установки кондиціонерів, монтажі автомобільних та авіаційних гальмівних і паливних систем.
Найпростішим розвальцювальником є шаблон конічної форми. Його вставляють в трубу, та забивають в осьовому напрямку, що викликає деформацію до необхідної величини. Основними недоліками застосування такого інструменту є неможливість контролю точності підгонки і висока ймовірність деформації стінок там, де вони повинні зберігати прямолінійність.
Найпоширенішим є конструкція інструменту із матрицею та конусом, який вкручується гвинтом через ручку до тих пір, поки крайки не розійдуться під необхідним кутом.
Відносно нова компактна конструкція — розвальцювальник, що використовується як насадка до дрилі. В цьому випадку шляхом тертя матеріал труби розігрівається та поступово розвальцьовується до форми насадки.

## Матеріали труб
В промислових умовах розвальцюванню піддається широкий діапазон металів. Ручними інструментами найчастіше розвальцьовують мідь та її сплави, м'яку сталь та в окремих випадках труби малих діаметрів із нержавіючої сталі.
Мідь відмінно піддається обробці, якісний інструмент успішно виконує деформацію стінок, поверхня залишається гладкою, товщина стінки майже однаковою, а матеріал зберігає однорідність структури.
Сталеві трубопроводи використовуються в особливо відповідальних системах: авіації, гальмівних гідравлічних системах і т. д. Розвальцювальники для сталевих труб піддаються більшим навантаженням та зазвичай мають спеціальні конструктивні особливості — ексцентрикові системи, які мають конус, що не вдавлюється в трубу, а поступово розгладжує і розширює її стінки під час обертального руху.

## Типи розвальцювання
Основними типами розвальцювання є:
- Одинарне розвальцювання (single flare)
- Розвальцювання «грибком» (bubble flare)
- Подвійне розвальцювання (double flare)

Крім того, розвальцювання відрізняється кутом розвальцювання. Загальноприйнятими стандартами є сучасна конструкція 45 °(SAE), а також 37 ° (системи JIC, AN). Пристрої кондиціонування зазвичай використовують з'єднання SAE, гідравлічні — AN/JIC.